# Asterochiton fagi
Asterochiton fagi là một loài côn trùng cánh nửa trong họ Aleyrodidae, phân họ Aleyrodinae.
Asterochiton fagi được Maskell miêu tả khoa học đầu tiên năm 1890.